# THE BOOM HISTORY ALBUM 1989-2014〜25 PEACETIME BOOM〜
『THE BOOM HISTORY ALBUM 1989-2014〜25 PEACETIME BOOM〜』（ザ・ブーム ヒストリーアルバム 〜ピースタイムブーム）は、日本のロックバンド・THE BOOMのヒストリー・アルバム。
2014年9月17日発売。

## 概要
CDのみ通常盤とDVD付プレミアム盤の2形態で発売（ジャケット・デザインが異なる）。初回限定特典としてポスターが添付された。

## 収録曲
全作詞・作曲：宮沢和史（特記以外）

### DISC.1
1. 星のラブレター（デビュー25周年記念バージョン）
2. 不思議なパワー　《*Re-Recording》
3. なし　《*Re-Recording》
4. 釣りに行こう　《*Re-Recording》
5. 中央線 《*Re-Recording》
6. からたち野道　《*Re-Recording》
7. そばにいたい　《*Re-Recording》
8. 島唄（島唄20周年記念バージョン）
9. 真夏の奇蹟
10. berangkat-ブランカ-
11. 風になりたい　《*Re-Recording》
12. 時がたてば
13. Call my name
14. 故郷になってください
15. いつもと違う場所で

### DISC.2
1. 神様の宝石でできた島（THE BOOM / 2001 ver.）
2. この街のどこかに
3. 24時間の旅
4. 明日からはじまる
5. My Sweet Home
6. First Love Song
7. 歌いたくない夜　作曲：宮沢和史、山崎枝将人
8. 赤春 〜せきしゅん〜
9. シンカヌチャー（THE BOOMヴァージョン）　作詞：宮沢和史、我如古より子、平田大一
10. 世界でいちばん美しい島　ボーナス・トラック
11. 風になりたい 〜2014.5.21渋谷公会堂・ヴァージョン〜
12. 島唄 〜2013ライブ・ヴァージョン〜
13. 世界でいちばん美しい島 〜2013ライブ・ヴァージョン〜
14. 情ションガイネ 〜2013ライブ・ヴァージョン〜　プレミアム盤のみ収録。
15. TAKE IT EASY（1987 / 自主制作カセットテープ『I'm yours』ヴァージョン）プレミアム盤のみ収録。

### プレミアム盤DVD
1. 映画「島唄のものがたり」
2. 「星のラブレター」ミュージック・ビデオ（多部未華子出演）